# Atima
Atima é uma cidade hondurenha do departamento de Santa Bárbara.